# Седлище (гмина)
Седлище (пол. Siedliszcze) — городско-сельская гмина (волость) в Польше, входит как административная единица в Хелмский повет, Люблинское воеводство. Население — 7213 человек (на 2004 год).

## Города
1. Седлище

## Сельские округа
1. Адольфин
2. Анусин
3. Безек
4. Безек-Колёнья
5. Безек-Дембиньски
6. Бжезины
7. Хоенец
8. Хоенец-Колёнья
9. Добромысль
10. Камёнка
11. Кровица
12. Кулик
13. Кулик-Колёнья
14. Лехувка
15. Липувки
16. Майдан-Захородыньски
17. Марынин
18. Могильница
19. Нове-Хойно
20. Романувка
21. Седлище
22. Седлище-Колёнья
23. Старе-Хойно
24. Стасин-Дольны
25. Воля-Корыбутова-Первша
26. Воля-Корыбутова-Друга
27. Воля-Корыбутова-Колёнья
28. Глины
29. Янковице
30. Яновица
31. Юлианув
32. Войцехув
33. Забитек

## Соседние гмины
1. Гмина Хелм
2. Гмина Цыцув
3. Гмина Милеюв
4. Гмина Пухачув
5. Гмина Реёвец-Фабрычны
6. Гмина Травники
7. Гмина Вежбица